# デジモンリンクス
『デジモンリンクス』(DIGIMON LINKZ)は、バンダイナムコエンターテインメントのスマートフォン向けアプリケーションゲームの1つ。2016年3月24日にサービスを開始した。
2019年7月30日をもってサービスを終了した。

## ゲームシステム
攻撃属性
攻撃属性は全部で「無属性」「火属性」「水属性」「自然属性」「雷属性」「闇属性」「光属性」がある。「無属性」は「属性がない」ではなく「無属性という属性」である。
状態異常
状態異常は全部で「スタン」「スキルロック」「眠り」「マヒ」「混乱」「毒」「即死」がある。

## 登場人物
栗原 ヒナ（くりはら ヒナ）
本作の案内人。

## 事前登録
『DIGIMON ADVENTURE fes.2015』開催を記念し、2015年7月31日から8月10日までの11日間限定でロップモンがもらえるデジアドフェスキャンペーンが実施された。